# Gutkovaïta-Mn
La gutkovaïta-Mn és un mineral de la classe dels silicats, que pertany al grup de la labuntsovita. Rep el nom per N. N. Gutkova (1896-1960?), mineralogista russa, qui va estudiar intensament el complex alcalí Khibini-Lovozero. Va ser la primera a descriure les propietats de l'apatita de Khibini, va descobrir els dipòsits primaris de la lovtxorrita (una varietat col·loïdal massiva de mosandrita-(Ce)) al massís l'any 1930, i va publicar la primera llista d'espècies de Lovozero (21) el 1928.

## Característiques
La gutkovaïta-Mn és un ciclosilicat de fórmula química K₂CaMn(Ti,Nb)₄(Si₄O₁₂)₂(O,OH)₄·5H₂O. Va ser aprovada com a espècie vàlida per l'Associació Mineralògica Internacional l'any 2002. Cristal·litza en el sistema monoclínic. La seva duresa a l'escala de Mohs és 5.
Segons la classificació de Nickel-Strunz, la gutkovaïta-Mn pertany a «09.CE - Ciclosilicats amb enllaços senzills de 4 [Si₄O₁₂]8- (vierer-Einfachringe), sense anions complexos aïllats» juntament amb els següents minerals: papagoïta, verplanckita, baotita, nagashimalita, taramel·lita, titantaramel·lita, barioortojoaquinita, byelorussita-(Ce), joaquinita-(Ce), ortojoaquinita-(Ce), estronciojoaquinita, estroncioortojoaquinita, ortojoaquinita-(La), labuntsovita-Mn, nenadkevichita, lemmleinita-K, korobitsynita, kuzmenkoïta-Mn, vuoriyarvita-K, tsepinita-Na, karupmøllerita-Ca, labuntsovita-Mg, labuntsovita-Fe, lemmleinita-Ba, gjerdingenita-Fe, neskevaaraïta-Fe, tsepinita-K, paratsepinita-Ba, tsepinita-Ca, alsakharovita-Zn, gjerdingenita-Mn, lepkhenelmita-Zn, tsepinita-Sr, paratsepinita-Na, paralabuntsovita-Mg, gjerdingenita-Ca, gjerdingenita-Na, kuzmenkoïta-Zn, organovaïta-Mn, organovaïta-Zn, parakuzmenkoïta-Fe, burovaïta-Ca, komarovita i natrokomarovita.

## Formació i jaciments
Va ser descoberta al mont Maly Mannepakhk, situat al massís de Khibini, al centre de la Península de Kola (óblast de Múrmansk, Rússia). Només ha estat descrita en un altre indret més a tot el planeta: a la pegmatita de Yubileinaya, al mont Karnasurt, dins el veí massís de Lovozero, també a Rússia.